# OpenBSD
Az OpenBSD egy szabad, 4.4BSD alapú Unix-szerű operációs rendszer, amelyet önkéntesek fejlesztenek. A készítők különösen nagy hangsúlyt fektetnek a biztonságra és a hordozhatóságra. A legtöbb SVR4 (Solaris), FreeBSD, Linux, BSD/OS, SunOS és HP-UX programot képes futtatni, bináris emulációval. Többek közt elérhető alpha, amd64, armish, armv7, aviion, hp300, hppa, i386, landisk, loongson, luna88k, macppc, mvme68k, mvme88k, octeon, sgi, socppc, sparc, sparc64, vax és zaurus platformokra. Ingyen letölthető és terjeszthető, vagy megvásárolható CD-formában, az ebből befolyt összeget a projekt fejlesztésére fordítják.
Érdekessége, hogy minden release-hez (kiadáshoz) egy dalt írnak: ezeket le lehet tölteni a fejlesztők weblapjáról, valamint az általuk terjesztett CD-ken is megtalálhatóak.
A projekt vezetője Theo de Raadt, aki 1995-ben a NetBSD projektből való viharos kilépése után alapította az OpenBSD-t. A projekt kabalája Puffy, a tüskés gömbhal.

## Történet és népszerűség
1994 decemberében Theo de Raadt kilépett a NetBSD csapatból és lemondott a fejlesztői pozíciójáról. A részletek nem ismertek teljesen, de valószínűsíthető, hogy a levelezési listákon is érezhető zúgolódások, nézeteltérések miatt hozta meg ezt a döntést az egykori alapító tag. De Raadt szókimondó, néha ellenségesnek tűnő stílusát nehezen tudják elfogadni sokan, egy interjú során Linus Torvalds is bevallotta, hogy aggódott találkozásuk előtt Theo nehéz természete miatt. Sokak sokféleképpen vélekednek róla, van aki tehetséges programozót és biztonsági szakembert lát benne, van aki kritizálja szakmai tudását és konfrontatív viselkedését.
1995 októberében de Raadt elképzeléseivel és vezetésével megalapította az OpenBSD projektet a NetBSD 1.0 elágaztatásából, 1996 júliusában jelent meg az 1.2-es verziószám, majd ez év októberében a 2.0. Az ütemezés azóta beállt a 6 hónapos ciklusra, vagyis félévente új verzióval jelentkeznek minden November és Május elsején. Egy verziót a következő utáni verzió megjelenéséig támogatnak (vagyis 1 évig).
2007. július 25-én Bob Beck fejlesztő bejelentette az OpenBSD alapítványt, melyen keresztül hivatalos formában megvalósítható a projekt által kínált termékek támogatása. Az alapítvány az OpenBSD-n túl teret ad az OpenSSH, OpenBGPD, OpenNTPD és OpenSMTPD projekteknek is. Weboldalukon akár havi rendszerességű adományozásra, és bitcoinnal való fizetésre is van lehetőség.
Mivel a fejlesztők nem gyűjtenek semmiféle információt felhasználóikról, ezért nehéz meghatározni, pontosan hányan használhatnak OpenBSD-t. Egy 2005-ös felmérés szerint a négy legnagyobb BSD (FreeBSD, OpenBSD, NetBSD, Dragonfly BSD) ágban az OpenBSD a második helyet foglalja el népszerűségben (32,8%) a FreeBSD mögött (77%) és a NetBSD (16,3%) előtt. Egy, a DistroWatch linuxos portál által közölt eredmények szerint az OpenBSD a népszerűségi listán a 79. helyen áll. Az OpenBSD alapítvány 2014-es hirdetménye szerint, a csak a weboldalukról 2013-ban letöltött (tüköroldalakat nem beleszámítva) OpenBSD telepítők száma ~15 000-re tehető. Az OpenSSH forráskód letöltésének száma ~75 000. 2013-ban legalább ~60 hivatalos tüköroldal ismert szétszórva a világon.

## Főbb erényei
- hordozhatóság
- szabványosság
- helyes működés
- megelőzésen alapuló biztonság
- beépített titkosítás

## Kapcsolódó projektek
- CARP - Common Address Redundancy Protocol
- PF - OpenBSD Packet Filter
- Pfsync
- OpenBGPD
- OpenOSPFD
- OpenNTPD
- OpenSMTPD
- OpenSSH
- OpenIKED
- spamd
- sndio
- Xenocara
- cwm